# Chơ Chun
Chơ Chun là một xã thuộc huyện Nam Giang, tỉnh Quảng Nam, Việt Nam.

## Địa lý
Xã Chơ Chun có vị trí địa lý: 
- Phía đông giáp xã La Êê
- Phía tây và nam giáp Lào
- Phía bắc giáp huyện Tây Giang.

Xã Chơ Chun có diện tích 109,5 km², dân số năm 2019 là 978 người, mật độ dân số đạt 9 người/km².

## Hành chính
Xã Chơ Chun được chia thành 4 thôn: A Sò, Blăng, Côn Zốt 1, Côn Zốt 2.

## Lịch sử
Ngày 10 tháng 1 năm 2011, Chính phủ ban hành Nghị quyết 03/NQ-CP. Theo đó, thành lập xã Chơ Chun trên cơ sở điều chỉnh 10.950 ha diện tích tự nhiên và 964 người của xã La Êê.